# Gnathoceraphron watshami
Gnathoceraphron watshami är en stekelart som beskrevs av Paul Dessart och Bin 1981. Gnathoceraphron watshami ingår i släktet Gnathoceraphron och familjen pysslingsteklar. Inga underarter finns listade i Catalogue of Life.